# Вараксин, Дмитрий Иванович
Дми́трий Ива́нович Вара́ксин (1813—1886) — казанский купец, Потомственный почётный гражданин, представитель древнего вятского рода Вараксиных. Владелец Казанского водочного завода. В 1851—1854 — ратман Казанского городского магистрата, в 1869—1871 — городской голова. Одновременно в 1868—1873 гласный Казанского уездного земского собрания. Пожертвовал средства на устройство бесплатной школы для бедных при Богоявленской церкви, на строительство водопровода в Казани.